# Cacospongia levis
Cacospongia levis är en svampdjursart som beskrevs av Poléjaeff 1884. Cacospongia levis ingår i släktet Cacospongia och familjen Thorectidae.
Artens utbredningsområde är havet utanför Argentina. Inga underarter finns listade i Catalogue of Life.